# Hellisøy fyr
Hellisøy fyr ist ein Leuchtturm in der Kommune Fedje in der norwegischen Provinz Vestland. Er ist nach dem Eigerøy fyr bei Egersund der zweitälteste Leuchtturm Norwegens, der aus Gusseisen gebaut wurde, und ist seit 2000 denkmalgeschützt.

## Lage
Der Leuchtturm liegt auf der kleinen Insel Hellisøyna unmittelbar im Südosten der Insel Fedje und übersieht das nördliche Ende des Hjeltefjords, der hier als Fedjeosen auf die Nordsee trifft. Auf der Südseite des Fedjeosen liegt die Inselgruppe Hernar. Hellisøyna ist durch den Fyrsundet von der Hauptinsel getrennt und kann durch eine kurze Bootsfahrt erreicht werden. Die Gebiete westlich und östlich der Insel sind Naturreservate.
Neben dem Leuchtturm befinden sich noch das Leuchtturmwärterhaus, ein Maschinenhaus, ein Bootshaus sowie die Fundamente der Assistentenwohnung auf der heute unbewohnten Insel. Der Leuchtturm liegt am südlichen Ende der Insel und kann durch einen betonierten Weg erreicht werden.

## Geschichte

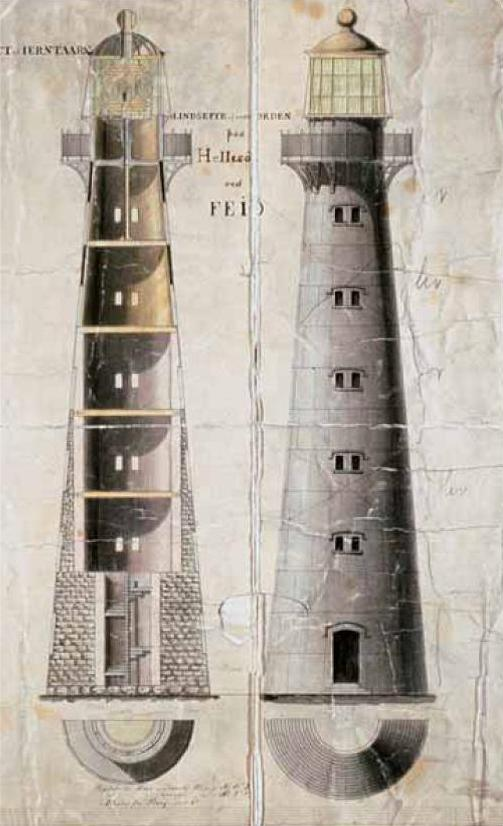
Bauzeichnungen des Hellisøy fyr, 1852

Der Leuchtturm wurde 1855 errichtet, um gemeinsam mit dem mittlerweile abgerissenen Skjeljanger fyr die Einfahrt nach Bergen zu markieren. Die gusseisernen Bauteile wurden vom Bærums Verk und Horten Mekaniske Verksted geliefert und vor Ort zusammengesetzt. Danach wurde der Leuchtturm mit 35.000 Ziegelsteinen ausgekleidet. Bis zu 95 Arbeiter waren mit dem Bau beschäftigt. Zunächst wurde eine alte Linse 2. Ordnung vom Lista fyr installiert, die seit 1875 durch eine Parafinlampe erleuchtet wurde. Der Leuchtturm wurde durch einen Leuchtturmwärter und einen Assistenten betrieben, die alle im Leuchtturmwärterhaus lebten. 1902 brannte das Leuchtturmwärterhaus nach einem Blitzeinschlag ab, und wurde durch zwei separate Häuser ersetzt. Gleichzeitig wurde die alte Linse entfernt und durch die heutige Linse 3. Ordnung ersetzt.  Eine meteorologische Forschungsstation wurde 1924 eingerichtet. 1954 wurde der Leuchtturm elektrifiziert und 1989 automatisiert. Allerdings war er noch bis 1992 besetzt, bis auch die meteorologische Station automatisiert wurde.
Heute wird das Leuchtturmwärterhaus von der Gemeinde, die auch Turmführungen anbietet, an Übernachtungsgäste vermietet.